# Waru (Mranggen)
Waru is een bestuurslaag in het regentschap Demak van de provincie Midden-Java, Indonesië. Waru telt 3829 inwoners (volkstelling 2010).